# Зелений сойлент
«Зелений сойлент» (англ. Soylent Green) — американський фільм- антиутопія режисера Річарда Флейшера, знятий в 1973 році за романом Гаррі Гаррісона «Посуньтесь! Посуньтесь!» (англ. Make Room! Make Room!).

## Сюжет
Індустріалізація 20 століття призвела до перенаселення, забруднення навколишнього середовища і до глобального потепління через парниковий ефект. Нью-Йорк, 2022 рік. Перенаселений 40 мільйонами людей, що живуть в напівзруйнованих будинках, він сповнений бездомними, багато з яких ніде не працюють. Ті небагато, що працюють, зводять кінці з кінцями в зв'язку з гострою нестачею їжі та машин-робітників, велика частина населення виживає завдяки раціонам, виробленим корпорацією «Сойлент». Їхній останній винахід — Зелений сойлент, раціон, заявлений як висококалорійний продукт вироблений з планктону, більш поживний і апетитний, ніж попередні Червоний і Жовтий раціони, однак більш дефіцитний.
Френк Торн, детектив поліції Нью-Йорка, живе зі своїм старим другом і поліцейським аналітиком Соломоном «Солом» Ротом. Рот пам'ятає життя до кризи і часто ностальгує про це. Він добре освічений і у нього є невеличка бібліотека довідкової літератури, щоб допомогти Торну. Під час розслідування вбивства Вільяма Р. Саймонсона, члена елітарної частини суспільства, Торн допитує його наложницю Ширл і охоронця Таба Фіелдінга, який супроводжував Ширл у момент вбивства. Торн обшукує квартиру Саймонсона в пошуках доказів і під час цього знаходить і вживає віскі, яловичину та інші продукти, недоступні йому.
Торн дає Роту засекречену оглядову доповідь «Сойлент», пов'язану з океанографією, яку він знайшов у квартирі Саймонсона. Дослідження Рота викриває той факт, що Саймонсон був одним з членів правління «Сойлент». Торн каже його лейтенанту, Хатчеру, що підозрює замовне вбивство: з квартири нічого не вкрали, охорона була відсутня, і той, хто проник, використовував м'ясний гак замість зброї, щоб імітувати звичайну крадіжку зі вбивством. Торн, підозрюючи Філдінга, відвідує його квартиру і допитує Марту, його наложницю. Він виявляє її з ложкою полуничного варення, пізніше роблячи висновок, що це занадто розкішна річ для наложниці охоронця. Ширл каже, що Саймонсон був стривоженим в останні дні перед вбивством. Торн допитує католицького священника, до якого ходив Саймонсон; священник не може згадати Саймонсона, і згодом не може згадати сповідь. Пізніше Філдінг вбиває священика.
Управник Сантіні закриває розслідування, але Торн нехтує наказ, «Сойлент» посилає вбивцю Саймонсона вбити Торна. Він вистежує Торна до центру розподілу раціонів, де поліція забезпечує порядок. Коли зелений сойлент закінчується, натовп починає бунтувати. Вбивця намагається вбити Торна в метушні, але його придавлює машина для придушення заворушень. У відповідь, Торн нападає на Філдінга і Марту, і погрожує їм, щоб не переслідували його. Після цього він повертається до Ширл, з якою у нього відбувається сексуальний зв'язок.
Рот приносить океанографічну доповідь групи дослідників, які погоджуються з тим, що в океані більше немає такого планктону, з якого на загальну думку роблять зелений сойлент і доходять висновку, що він зроблений з людських останків, єдиного можливого джерела протеїнів у зразку. Вони також роблять висновок, що Саймонсона вбила корпорація, оскільки він дізнався те саме зі звітів і він мав вплив усередині компанії. Роту настільки огидне життя в цьому деградуючому світі, що вирішує «повернутися в дім Господа» і йде зробити евтаназію в урядовій клініці.
Торн поспішає зупинити його, але спізнюється. Рот загіпнотизований евтаназією і музичним монтажем — зниклі ліси, вимерлі дикі звірі, зниклі річки й істоти з океану. Перед смертю він розповідає Торну про свою знахідку і благає його оприлюднити правду. Торн сідає у вантажівку для позбавлення від людських тіл, приїжджає в центр з переробки, де він бачить, як людські трупи переробляються на зелений сойлент. Однак його помічають і йому доводиться втекти.
Торн повертається, щоб зробити звіт, але його зупиняють Філдінг і його підручні. У перестрілці Торн вбиває нападників, проте сам отримує поранення. Коли прибуває Хатчер, Торн розповідає йому про те, що зміг дізнатися і переконує його розповісти це дослідникам, щоб вони подали до суду на «Сойлент» і щоб поширити правду про зелений сойлент. Хатчер обіцяє зробити це. Торна відводять парамедики, він при цьому кричить: «Зелений сойлент — це люди!».

## В ролях
| Актор              | Роль        |
| ------------------ | ----------- |
| Чарльтон Хестон    | Торн        |
| Лі Тейлор-Янґ      | Ширл        |
| Чак Коннорс        | Теб         |
| Джозеф Коттен      | Саймонсон   |
| Брок Петерс        | Хетчер      |
| Пола Келлі         | Марта       |
| Едвард Г. Робінсон | Сол Рот     |
| Стівен Янг         | Ґілберт     |
| Майк Ґенрі         | Кулозік     |
| Лінкольн Кілпатрик | священник   |
| Рой Дженсон        | Донован     |
| Леонард Стоун      | Чарльз      |
| Віт Бісселл        | Сантіні     |
| Селія Ловскі       | глава біржі |

## Нагороди та номінації
- 1973 — Премія «Сатурн» за найкращий науково-фантастичний фільм
- 1974 — Гран-прі Міжнародного фестивалю фантастичних фільмів в Авор'я 1974 року[ru] (Річард Флейшер)
- 1974 — Премія «Г'юґо» за найкращу драматичну постановку (Стенлі Ґрінберг, Гаррі Гаррісон)
- 1974 — номінація на премію «Г'юґо» за найкращу постановку